# Хогезанд (футбольный клуб)
ВВ Хогезанд (нидерл. VV Hoogezand) — нидерландский любительский футбольный клуб из общины Хогезанд-Саппемер, провинция Гронинген. Основан в июле 1922 года. Домашние матчи команда проводит на стадионе спорт-парка «Де Калквейк». 
В сезоне 2016/17 клуб выступал во втором любительском классе Нидерландов.

## История
Основан 4 или 5 июля 1922 года под названием «Витессе». В 1930 году был переименован в СВА, а в дальнейшем в футбольное объединение «Хогезанд». В 1935 году клуб пробился в первый класс Нидерландов после победы в стыковых матчах над клубами «Де Кой» и «Фризия». 
В дебютном сезоне клуб занял пятое место в северной группе чемпионата, а годом позже восьмое. В сезоне 1937/38 «Хогезанд» набрал только восемь очков в 18 матчах чемпионата и занял последнее место По итогам стыковых матчей команда также заняла последнее место и навсегда покинула первый футбольный класс страны. 
С 1971 года клуб выступает в любительском чемпионате Нидерландов. 